# Anton Nanut

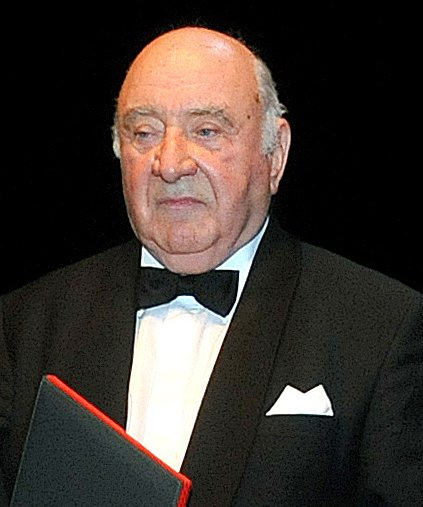
Anton Nanut (2011)

Anton Nanut (* 13. September 1932 in Kanal ob Soči; † 13. Januar 2017) war ein slowenischer Dirigent und Professor für Dirigieren an der Musikakademie Ljubljana. 

## Werdegang
Von 1981 bis 1999 war er Chefdirigent des RTV Slovenia Sinfonieorchesters. Er war Professor für Dirigieren an der Musikakademie Ljubljana und künstlerischer Leiter des Slowenischen Oktetts in seinen produktivsten Jahren.